# Rabén & Sjögren
Rabén & Sjögren est un éditeur de livres suédois spécialisé dans la littérature d'enfance et de jeunesse. Il a été fondé en 1942 par Hans Rabén et Carl-Olof Sjögren.